# Sofiane Sehili
Sofiane Sehili, né en 1981 à Clichy (Hauts-de-Seine), est un coureur professionnel d'ultracyclisme français. Il est considéré comme le meilleur cycliste du monde dans le domaine des courses d'ultradistance « off road » (VTT et gravel),.

## Biographie
Alors documentaliste au magazine Télérama, Sofiane Sehili découvre le voyage à vélo en 2010 lors d'un voyage en Asie du Sud-Est durant lequel il fait l'acquisition d'un VTT d'occasion afin de gagner en autonomie dans ses déplacements. Séduit par cette manière de voyager, il se lance alors le défi de rouler un jour sur la Great Divide Mountain Bike Route (en), un itinéraire VTT de plus de 4000 km à travers les États-Unis entre les frontières canadienne et mexicaine.
Il effectue un nouveau voyage à vélo l'année suivante puis, en 2012, abandonne son emploi de documentaliste pour devenir coursier à vélo. Ses 400 kilomètres hebdomadaires constituent un entrainement intensif lui permettant de participer à ses premières courses cyclistes.
Après un voyage de 20 000 km en Australie et en Nouvelle-Zélande, il se lance en 2014 sur la Great Divide Mountain Bike Route, et y apprend l'existence d'une course se déroulant sur ce même tracé, le Tour Divide. Il se donne alors le défi d'y participer, ce qu'il fera en 2016 en arrivant troisième de la course. Il devient le premier français à monter sur le podium d'un Tour Divide.
Depuis, il a participé à vingt courses d'ultracyclisme et en a gagné neuf dont la French Divide en 2020, l'Atlas Mountain Race la même année, la Silk Road Mountain Race trois fois d'affilée en 2021, 2022 et 2023, ainsi que le Tour Divide en 2022.
En 2017, il relie Paris à Taïwan à vélo en trois mois et 16 000 km.
Le 1er juillet 2025, il s'élance de Cabo da Roca pour rejoindre Vladivostok en tentant de battre le record de traversée de l'Eurasie détenu depuis 2017 par l'Allemand Jonas Deichmann en 64 jours, 2 heures et 26 minutes.